# Rävsaxen (roman)
Rävsaxen är en roman från 1978 av författarpseudonymen Kennet Ahl, och den tredje boken som skrevs under detta pseudonym.
Boken kan ses som ett mellanspel i en trilogi som aldrig fullbordades. De två första böckerna i den tänkta trilogin var Grundbulten som kom 1974, och Lyftet 1976. Den tredje boken i serien, som skulle heta Intressanterna kom aldrig ut och istället kom alltså Rävsaxen, som ett slags mellanspel inom trilogins ramar. I bokens periferi märks karaktärer som förekom i Grundbulten och Lyftet. Rävsaxen är Ahls mest samhällskritiska alster, om man ser till den övergripande och allvarliga historien som omskrivs i boken. Stora strukturella problem behandlas, som miljöförstöring, orättvisor och administrationens avigsidor.
Berättelsen kretsar framför allt kring mordkonstapel Lindströms förehavanden – kallad Kuratorn, på grund av sin stora förmåga att få människor att bekänna – och dennas svindel i det korrumperande, kapitalistiska Sverige. Konstapeln dras in i handlingen angående ett bestialiskt mord på företags- och finansmannen Sigge Oskarson, kallad S.O. Det visar sig att Lindström är en av få kompetenta polismän i en byråkratiserad svensk polis, där Kuratorn står relativt ensam i sin försök att utföra sina polisiära plikter. När S.O.:s arbete för demokratin och det svenska samhället visar sig vara lögn, blir Lindströms samvete alltmer ansträngt och författarens bild av Sverige allt mer mångbottnad och hiskelig.